# Andrew Cohn
Andrew Cohn es un cineasta estadounidense, originario de Ann Arbor, Míchigan. Su más reciente filme, The Last Shift, fue estrenado en la edición de 2020 del Festival de Cine de Sundance. La película fue protagonizada por el dos veces nominado a los Premios de la Academia, Richard Jenkins y fue producida por el ganador del Óscar, Alexander Payne.
Previamente, Cohn dirigió Warriors of Liberty City, un documental para la cadena Starz. Su largometraje Night School fue estrenado en el Festival de Cine de Tribeca en 2016 y producido por la compañía Oscilloscope Laboratories. Cohn es el director del documental Kid Danny para ESPN y su filme debut, Medora, ganó un Premio Emmy. Su documental musical Danny Brown: Live at The Majestic fue estrenado por el servicio Apple Music en 2018.
Cohn inició su carrera trabajando para el autor Davy Rothbart en la revista Found. Luego de graduarse de la Universidad de Míchigan Oriental, empezó a desempeñarse como guionista en el ambiente cinematográfico de Los Ángeles. Cohn finalmente irrumpió como cineasta con los cortometrajes Dynamic Tom y Chile Road.

## Filmografía
- Dynamic Tom, 2009
- Chile Road, 2011
- Medora, 2013
- Kid Danny, 2014
- Night School, 2016
- Danny Brown: Live at the Majestic, 2018
- Destination Park, 2018
- Warriors of Liberty City, 2018
- The Last Shift, 2020